# Banco del Tesoro
El Banco del Tesoro (oficialmente Banco del Tesoro, C.A. Banco Universal; comúnmente abreviado como BT) es un banco venezolano de capital nacional del Estado venezolano, especializado en banca universal. Tiene su sede principal en el sector financiero de El Rosal, municipio Chacao, al este de la ciudad de Caracas.

## Historia
Fue fundado el 17 de agosto de 2005, por mandato del entonces presidente de Venezuela, Hugo Chávez, según lo estipulado en la Gaceta Oficial N. º 38.252, adscrito al Ministerio del Poder Popular de Economía y Finanzas, hoy Ministerio del Poder Popular de Economía, Finanzas y Comercio Exterior.
Fue creado con el objetivo de incluir a la población al sistema financiero. Para ello, se ha dedicado a la bancarización y a la entrega masiva de créditos sociales, dirigidos a campesinos, productores, emprendedores y pequeños empresarios de todo el país.[cita requerida]

### Nueva imagen corporativa
El 17 de agosto de 2025, durante la conmemoración del vigésimo aniversario de la entidad, se estrenó la nueva imagen corporativa del banco, bajo los lemas "Revolucionando la banca" y "La T que conecta".

## Presidentes
En toda su historia el Banco del Tesoro ha tenido diversos presidentes, todos bajo nombramiento directo del Presidente de la República Bolivariana de Venezuela a través de la Gaceta Oficial, los presidentes que han dirigido este banco desde su fundación son:
| Nombre                           | Nombramiento          | Gaceta Oficial |
| -------------------------------- | --------------------- | -------------- |
| Rodolfo Marco Torres             | 17 de agosto de 2005  | N.º 38.255     |
| Blagdimir Labrador               | 24 de enero de 2007   | N.º 38.611     |
| Cesar Augusto Giral Michelangeli | 15 de junio de 2007   | N.º 38.076     |
| Rodolfo Marco Torres             | 4 de agosto de 2010   | N.º 39.480     |
| Dixorys Lourdes Cachima          | 5 de febrero de 2014  | N.º 40.349     |
| Eneida Laya Lugo                 | 6 de marzo de 2017    | N.º 41.107     |
| Johann Álvarez Márquez           | 20 de octubre de 2021 | N.º 42.237     |
| Jimmy Alexander Berríos Ojeda    | 3 de agosto de 2022   | N.º 42.432     |

## Antecedentes

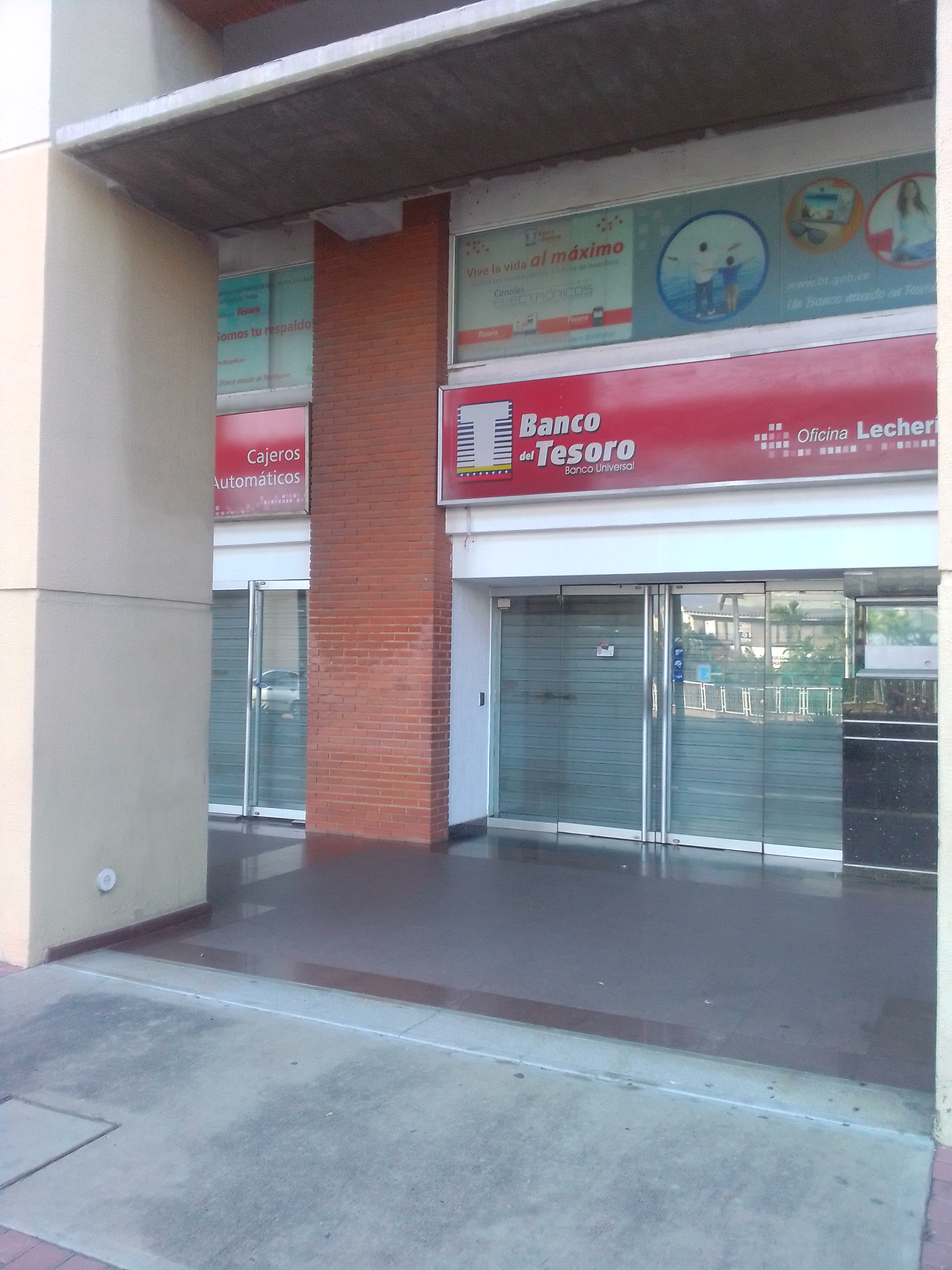
Sede del banco en Lechería

A inicios de agosto del año 2005, los accionistas del Banco Hipotecario Latinoamericana, C.A. solicitaron la transformación a Banco Universal, de conformidad con lo estipulado en los artículos 76 y 77 del Decreto con Fuerza de Ley de Reforma de la Ley General de Bancos y Otras Instituciones Financieras. 
Allanado este requisito, la entonces Superintendencia de Bancos y Otras Instituciones Financieras, acordó elevar el capital social de la compañía, posibilitando la transformación a Banco Universal y se autorizó el cambio de nomenclatura a Banco del Tesoro, C.A. Banco Universal.
El 15 de febrero de 2016 asumió las carteras del Banco Industrial de Venezuela (BIV), que fue liquidado como parte de la reorganización y fortalecimiento del Sistema Bancario Público Nacional. En total se absorbieron 28 agencias del extinto BIV.
En la actualidad cuenta con 128 puntos de atención, entre taquillas, oficinas de atención y agencias recaudadoras en toda la geografía nacional. Entre 2005 y 2012 destacó como el primer banco fiduciario del país.

## Identificativos

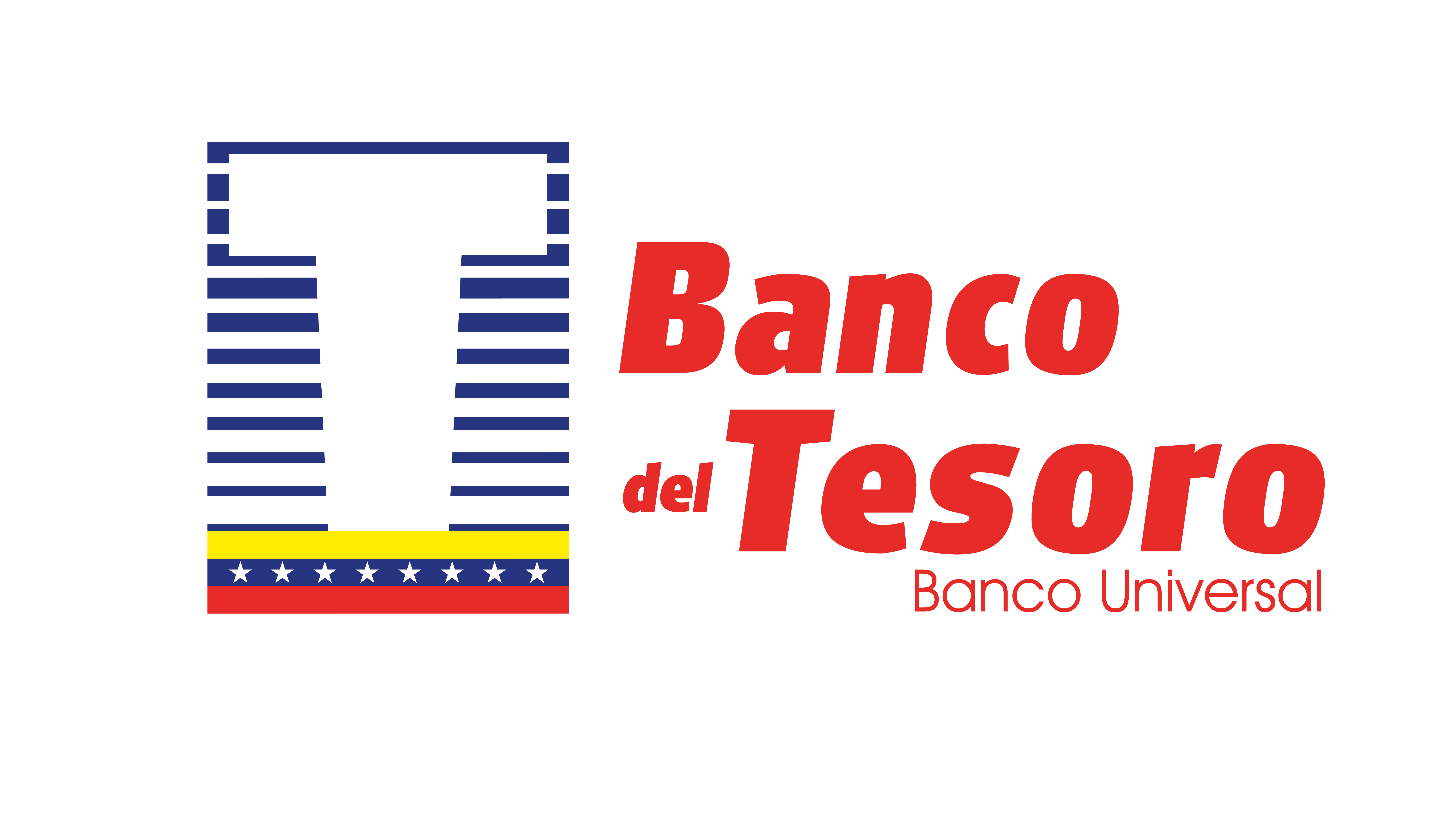
2005 - 2025 Bajo el lema de ¡Un banco nacido en Revolución!.
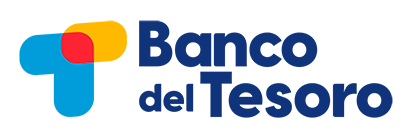
2025 - Presente Bajo el lema de Revolucionamos la banca.